# Győr

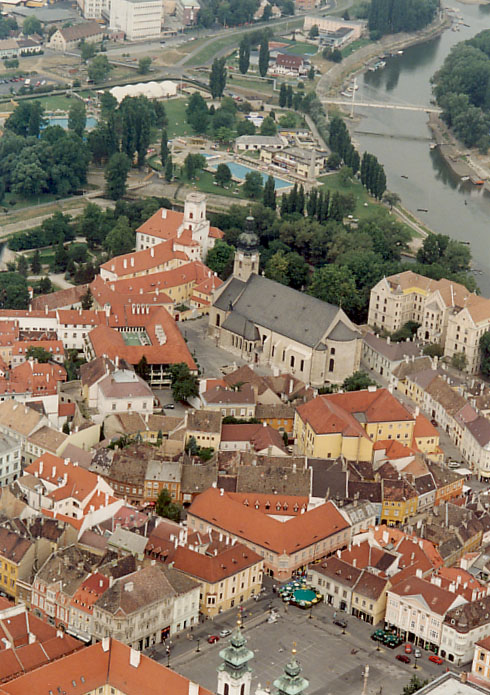
Die Basilika von Győr, unten der Széchenyi tér (Széchenyi-Platz)

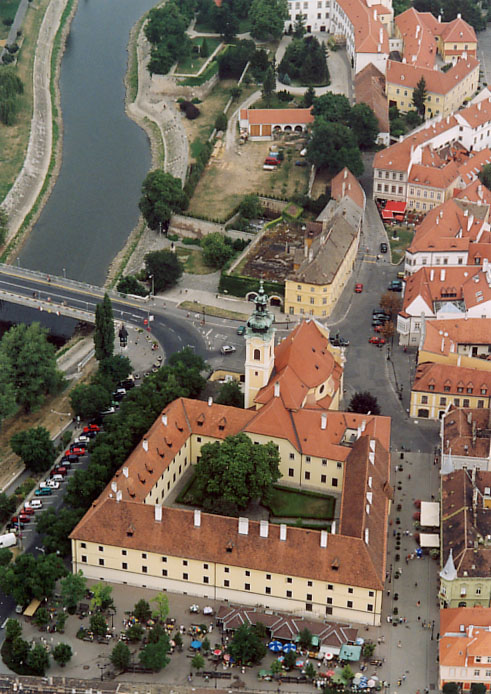
Győr, Karmeliterkirche mit ehemaligem Kloster am Wienertor-Platz (rechts der Brücke)

Győr ([ˈɟøːr] ⓘ; deutsch Raab, lateinisch Antike: Arrabona, Mittelalter: Jaurinum, Jaurium, Javarinum, Jurinum) ist eine westungarische Stadt mit etwa 130.000 Einwohnern. Die Stadt hat Komitatsrecht. Sie liegt im westlichen Pannonien, der Kleinen Ungarischen Tiefebene. Hier mündet die Raab in die Mosoni Duna (Moson-Donau oder Kleine Donau), einen rechten Seitenarm der Donau.

## Geschichte
In der Antike befand sich auf dem Gebiet der Stadt Győr die römische Siedlung Arrabona. Davon leitet sich der Name „Raab“ ab. Bistum und Burggrafschaft wurden im 10. Jahrhundert gegründet, das Stadtrecht folgte 1271. Győr war während der Türkenkriege einer der letzten Vorposten vor Wien und hatte daher unschätzbare militärische Bedeutung. Vor diesem Hintergrund wurde Raab nach Plänen der italienischen Baumeister Pietro Ferrabosco und Bernardo Gaballio zur Festung ausgebaut. Im Lapidarium von Győr sind auch Fragmente des Wiener Tores (Bécsi-kapu), eines triumphbogenartigen Renaissanceportals, aufbewahrt, die Kaiserkrone, das königlich ungarische Wappen, allesamt aus dem harten, weißen Kaiserstein aus Kaisersteinbruch (ungarisch Császárkőbánya).
Die Befestigung der Stadt wurde 1564 unter der Obhut von Hermes Schallautzer vollendet. Im Langen Türkenkrieg wurde Raab 1594 von den Osmanen erobert, konnte 1598 jedoch durch Adolf von Schwarzenberg zurückerobert werden – ein Ereignis, dem eine solche Bedeutung beigemessen wurde, dass im ganzen Reich auf Befehl Rudolfs II. Raaberkreuze mit der Inschrift „Sag Gott, dem Herrn, Lob und Dank, dass Raab wieder kommen in der Christen Hand“ errichtet wurden, die man vor allem in Niederösterreich heute noch findet.
Nachdem das osmanische Heer bei der zweiten Belagerung von Wien 1683 zurückgeschlagen worden war, erblühte Raab. 1712 verlieh König Karl III. der Stadt das Marktrecht, Königin Maria Theresia bestätigte Raab 1743 als königliche Freistadt (ungarisch Szabad királyi város). Dadurch erfolgte ein rasanter Aufschwung. In West- und Nordungarn, also in den vornehmlich katholischen Landesteilen, stellten Bischofsresidenzen den Triumph der Gegenreformation selbstzufrieden und stolz zur Schau. Nahe Győr begannen 1742 die Bauarbeiten für den Palast der Erzäbte der Territorialabtei Pannonhalma. Johann Heinrich Mulartz baute 1749 das Krankenhaus in einem Vorort. 1718 wurde in Győr eine Jesuitenakademie gegründet, die eine philosophische und juristische Ausbildung anbot und an der ab 1745 auch weltliche Studenten zugelassen wurden. Aus ihr wurde die Königliche Akademie von Győr 1776 gegründet. Hier studierten unter anderem Antal und Ferenc Deák. Im Jahr 1809 fand die Schlacht bei Raab statt. In der Folge wurde die Stadt von den Franzosen belagert und musste kapitulieren.
1855 erhielt die Stadt mit der Wien-Raaber Eisenbahn-Gesellschaft erstmals eine Bahnverbindung. 1876 wurde zwischen Győr und Sopron (deutsch Ödenburg) eine weitere Eisenbahnverbindung eröffnet, die 1879 im zweiten Abschnitt nach Ebenfurth (Bahnstrecke Győr–Sopron–Ebenfurth) erweitert wurde. Im 19. Jahrhundert entwickelte sich eine Textil- und Maschinenbauindustrie, die bis heute besteht.
Der Wiederaufbau nach dem Zweiten Weltkrieg war aufgrund der grenznahen Lage am Eisernen Vorhang mühsam. Heute hat Győr etwa 130.000 Einwohner und drei Hochschulen und ist der Sitz des Komitats Győr-Moson-Sopron (Raab-Wieselburg-Ödenburg). Die Stadt ist Sitz eines katholischen Bistums.
Seit Öffnung der Grenzen liegt die Stadt politisch und wirtschaftlich vorteilhaft im Schwerpunkt des Städtedreiecks Wien–Budapest–Bratislava (Pressburg). Seit 2003 gehört sie zur Europaregion Centrope. Außerdem liegt Győr an der Magistrale für Europa, einem wichtigen transeuropäischen Projekt, mit dem bis 2015 zwischen Paris und Budapest eine Eisenbahn-Hochgeschwindigkeitsstrecke realisiert werden sollte.

## Wirtschaft
Győr ist einer der wichtigsten Industriestandorte des Landes.

### Audi Hungaria
Győr ist seit 1993 Standort der Audi Hungaria Motor (AHM), des Motorenwerks der Audi AG. Ende 2015 beschäftigte AHM laut eigenen Angaben in Győr 11.411 Mitarbeiter, diese produzierten u. a. 2.022.520 Motoren und 160.206 Pkw im Jahr 2015. Die Motoren werden unter anderem in Modellen der Marken Audi, VW, Škoda, Seat und Porsche verbaut.
Ferner wird im Werk der Audi TT sowie seit 2007 auch das Audi A3 Cabriolet montiert. 2013 wurde das Werk erweitert. Seitdem werden die Audi A3 Limousine und das Audi A3 Cabriolet dort komplett produziert. Im Laufe des Jahres 2014 folgte der neue Audi TT. Das Unternehmen war 2015 – wie auch in den Vorjahren – der größte Exporteur Ungarns.

### Märklin
Des Weiteren hat der Göppinger Modelleisenbahnhersteller Märklin in Győr einen seiner zwei Produktionsstandorte. Hier werden die Spur-1-Produkte, seit 2008 die Lehmann-Groß-Bahn (LGB) und seit 2009 auch teilweise die Wagen für die Nenngröße H0 (vormals Werk Sonneberg) produziert.

### Rába
Das 1896 als Maschinenbauunternehmen gegründete Unternehmen Rába ist heute ein Nutzfahrzeughersteller.

## Verkehr
Győr ist überregional mit der Bahnstrecke Budapest–Hegyeshalom (und weiter nach Wien), der Bahnstrecke Győr–Sopron–Ebenfurth sowie den Bahnstrecken Győr–Celldömölk und Győr–Veszprém angebunden. Die Stadt liegt zudem an der Autobahn M1 von Budapest nach Wien und auch Bratislava.

## Städtepartnerschaften
Győr listet folgende zehn Partnerstädte auf:
| Stadt            | Land                           | seit           |
| ---------------- | ------------------------------ | -------------- |
| Brașov/Kronstadt | Siebenbürgen, Rumänien         | 1993           |
| Colmar           | Grand Est, Frankreich          | 1993           |
| Erfurt           | Thüringen, Deutschland         | 1971           |
| Ingolstadt       | Bayern, Deutschland            | 2008           |
| Kuopio           | Nordsavo, Finnland             | 1978           |
| Nischni Nowgorod | Wolga, Russland                | 2013           |
| Nof HaGalil      | Israel                         | 1993           |
| Pforzheim        | Baden-Württemberg, Deutschland | 2007 (Komitat) |
| Posen            | Polen                          | 2008           |
| Sindelfingen     | Baden-Württemberg, Deutschland | 1989           |
| Stuhr            | Niedersachsen, Deutschland     | (kein Kontakt) |
| Wuhan            | Zhongnan, Volksrepublik China  | 1994           |

## Sehenswürdigkeiten
- Rathaus, Ende 19. Jahrhundert

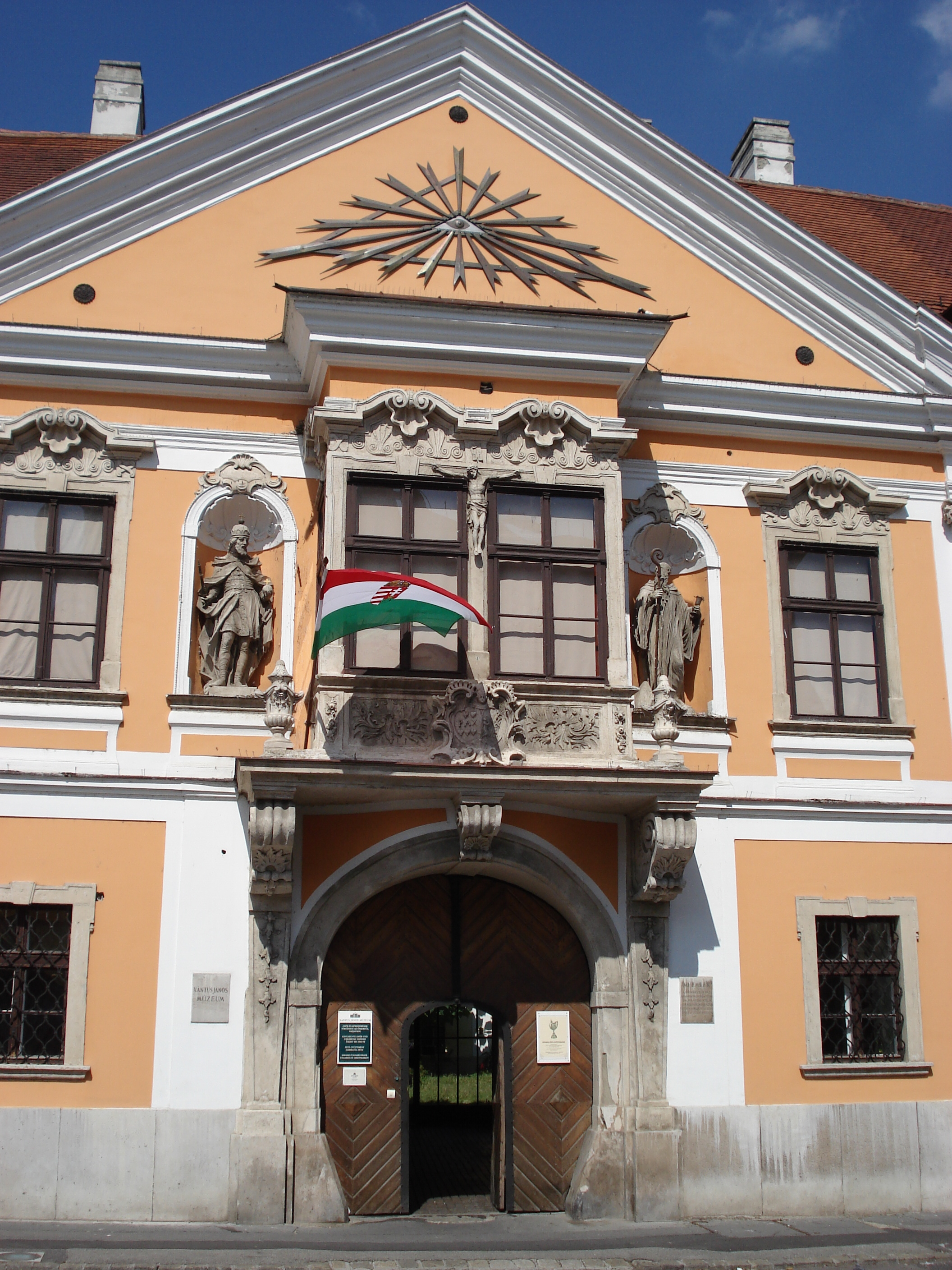
Győr, János-Xantus-Museum

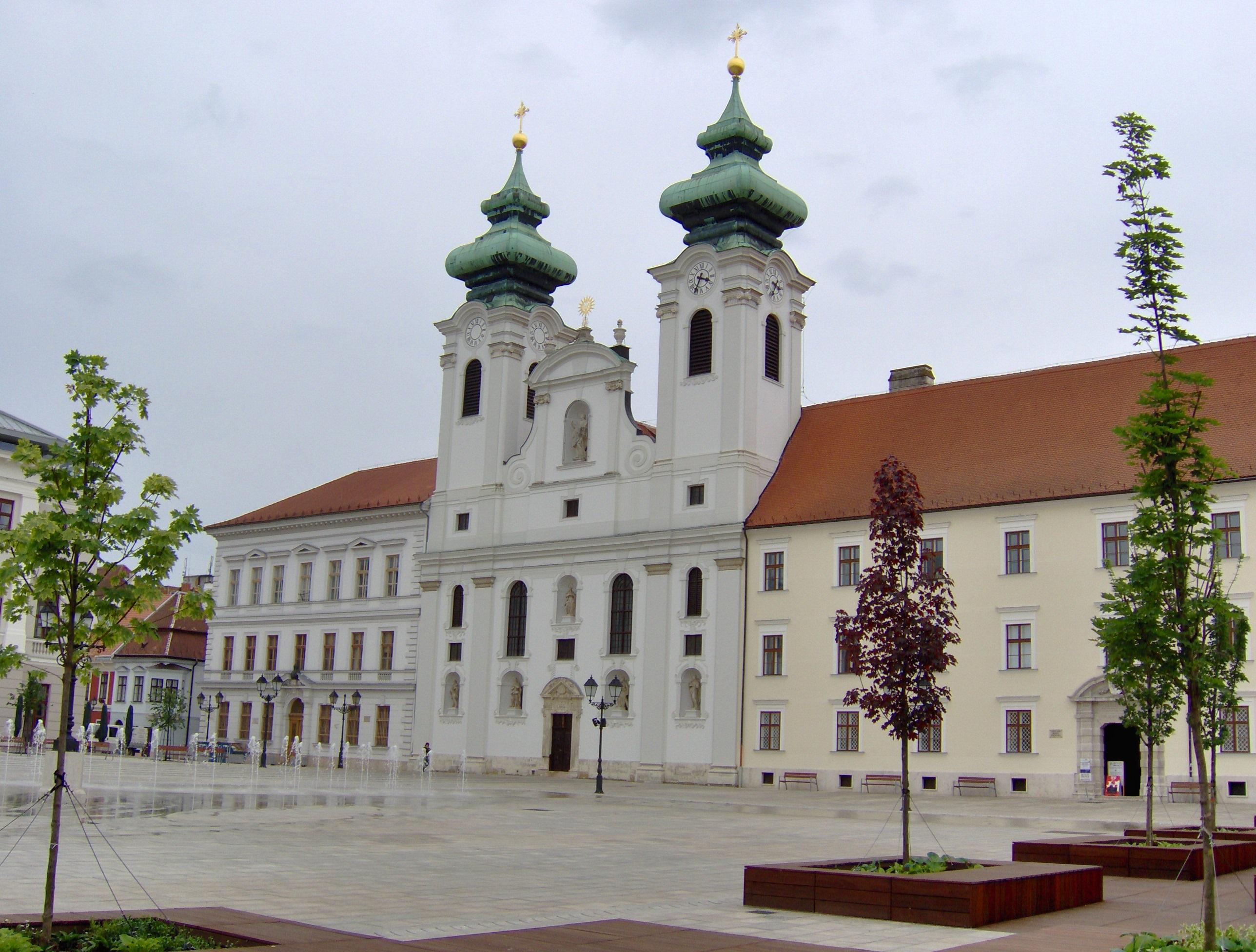
Győr, St. Ignatius-Kirche

- Palais Esterházy (siehe Kaiserstein für den Comte Gábor Esterházy)
- János-Xántus-Museum, ehemaliges Abt-Haus (Apátúrház). Bis 1742 standen hier einige Häuser, Abt Benedek Sajghó ließ sie für den Palast der Erzäbte der Benediktinerabtei von Pannonhalma zu einem Gebäude zusammenfassen. Den Steinmetzauftrag erhielt Meister Joseph Winkler aus dem kaiserlichen Steinbruch (Császárkőbánya), Kaiserstein für das Hauptportal, die große Treppe, das Gesimse usw. Nach seinem Ableben übernahm Meister Johann Michael Strickner. 1759 waren die Bauarbeiten abgeschlossen. Als 1786 der Benediktinerorden durch Joseph II. aufgelöst wurde, fiel das Haus dem Militärärar zu. Seit 1802, der Wiederherstellung des Ordens, verfügte wieder der Erzabt von Pannonhalma über das Gebäude. Seit 1951 als Museum umbenannt nach János Xántus, einem ungarischen Naturforscher des 19. Jahrhunderts.
- Nationaltheater
- Richterterem – Konzertsaal, ehemals Rába-Kino
- Altabak-Haus
- Karmeliter-Kirche
- St. Ignatius-Kirche. Im gleichen Jahr 1627, in dem der Bau der Wiener Jesuitenkirche in Angriff genommen wurde, erließ Ferdinand II. einen Stiftungsbrief, in dem er das Haus des Tamás Stahel in Győr zur Einrichtung eines Kollegs und einer Schule der Gesellschaft Jesu schenkte. Der Grundstein zum Kolleg wurde 1634, zur Ordenskirche 1635 gelegt. Der Bau dieser frühesten Barockkirche mit Ordenshaus in Ungarn wurde nach der Wiener Norm begonnen. Die von Baccio del Biancos Stilmerkmalen gekennzeichnete Fassade wurde während der von Martin Wittwer ausgeführten Restaurierungsarbeiten künstlerisch verändert; damals wurden auch die Turmhelme durch neue ersetzt. Als Vorlage dienten die Wiener Jesuitenkirche und die Jesuskirche in Rom.

Laut einem zwischen 1637 und 1650 geführten Memoriale war der ausführende Maurer des Kollegs und der Kirche Bartolomeo della Torre, von Ramponio in der Diözese Como in Italien, gemeinsam mit dem älteren Sohn Giacomo della Torre. „Bartholomeus Murarius, qui Templum Nostrum aedificavit“. Nach der Inschrift an der Fassade erfolgte 1641 die feierliche Einweihung der Kirche (siehe Kaiserstein für die Jesuiten).
Die Arbeiten gestalteten sich zögerlich, das Geld floss spärlich. Die Kontinuität war nach Bartholomäus’ Tod 1658 durch Giacomo gegeben, und nach seinem Ableben 1669 beauftragte das Raaber Kollegium den Bruder Francesco della Torre, inzwischen vielbeschäftigter Prager Hofsteinmetzmeister, gemeinsam mit dem Baumeister Christian Fahrnleitner erfolgte die Fertigstellung. Die Jesuiten dürften zufrieden gewesen sein, denn beim Bau der Jesuitenschule mit Theatersaal, um 1675, findet man beide wieder. Der kaiserliche Steinbruch am Leithaberg erhielt dabei große Aufträge, auch hatte Francesco dort 1641 beim Meister Hieronymus Bregno gelernt. Sein Sohn Giovanni Pietro della Torre, auch Prager Hofsteinmetzmeister, erwarb 1686 in Kaisersteinbruch ein Haus samt Steinbruch. 1743–1745 gestalteten Johann Joseph Resler, Bildhauer aus Wien, und Steinmetzmeister Jacob Jäger die bildhauerische Ausstattung der Jesuitenkirche.
- Hl. Nikolaos-Kirche. Seit 1707 befand sich in Győr eine orthodoxe Kirche für die serbische und griechische Minderheit. Die heutige Hl. Nikolaos-Kirche (Miklós) wurde 1727 im Neustadtviertel Győr-Újváros auf der Westseite des Raab errichtet.[10]
- Bischöfliche Burg (Püspökvár)
- Ladislaus-Kapelle
- Große Synagoge
- Liebfrauendom (Székesegyház)
- János-Xántus-Zoo (Xantus János Állatkert)

## Sport
Győr ist die Heimat des Handballvereins Győri ETO KC, dessen Damen-Abteilung vielfacher ungarischer Meister und Pokalsieger ist sowie 2013, 2014 und 2017–2019 die Champions League gewann, und des Győri ETO FC, viermaliger ungarischer Fußballmeister und vierfacher ungarischer Pokalsieger. Außerdem sind in Győr die Fußball-Zweitligisten Gyirmót SE sowie Integrál DAC beheimatet.
2017 wurden in Győr das Europäische Olympische Sommer-Jugendfestival, 2018 die Leichtathletik-U18-Europameisterschaften und 2019 die erste Gerätturnen-Juniorenweltmeisterschaft ausgerichtet.

## Persönlichkeiten
- Philipp von Mansfeld (1589–1657), deutscher Militär im Dreißigjährigen Krieg, kaiserlicher Feldmarschall und Admiral, Kommandant der Festung Raab, verstarb in Raab
- Mathias Unger der Ältere (1789–1862), Spielkartenmaler
- Vilmos Apor (1892–1945), 1945 von Rotarmisten ermordeter katholischer Bischof
- László Halmos (1909–1997), Komponist und Chorleiter

### Söhne und Töchter der Stadt
- Philipp Friedrich von Breuner (1597–1669), Bischof von Wien
- Karl Johann Mecséry de Tsoor (1770–1832), k. k. Feldmarschall-Lieutenant und Ritter des Maria-Theresia-Ordens
- Sigmund von Gemmingen-Hornberg zu Treschklingen (1777–1843), Oberst und Vormund der Prinzessinnen zu Baden
- Josef Wurda (1807–1875), Sänger
- Alois Unger (1814–1848), Maler
- Mathias Unger der Jüngere (1824–1878), Spielkartenmaler
- Ferenc Ebenhöch (1821–1889), römisch-katholischer Geistlicher, Historiker
- Vincent Adler (1826–1871), Pianist und Komponist
- Julius Kautz (1829–1909), Nationalökonom
- Emerich von Stadion (1838–1901), Schriftsteller und Offizier
- Alexander von Liezen-Mayer (1839–1898), Maler
- Hans Richter (1843–1916), Dirigent
- Emil Zuckerkandl (1849–1910), Anatom
- Karl Sajó (1851–1939), Lehrer, Naturforscher und Autor
- Robert Zuckerkandl (1856–1926), Nationalökonom
- Otto Zuckerkandl (1861–1921), Urologe
- Otto Friedrich (1862–1937), Maler
- Simon Meller (1875–1949), Kunsthistoriker und Kunsthändler
- Frigyes Riesz (1880–1956), Mathematiker
- Marcel Riesz (1886–1969), Mathematiker
- István Winchkler (1890–1940), Jurist, Diplomat und Minister
- István Fejes (1891–1951), Jagdflieger der k.u.k. Luftfahrtruppen
- Vilmos Apor (1892–1945), 1945 von Rotarmisten ermordeter katholischer Bischof
- Georg Mayer-Marton (1897–1960), Maler
- Erwin Julius Fussenegger (1908–1986), erster Generaltruppeninspektor des Bundesheeres der Zweiten Republik Österreich
- Tibor Schön (1911–1984), Architekt
- Zsuzsanna Bánki (1912–1944), Architektin
- Emil Östreicher (1915–1992), Fußballfunktionär
- Karl Schiske (1916–1969), Komponist und Kompositionslehrer.
- László Kucsera (1920–2006), Offizier der Volksrepublik Ungarn
- Tibor Varga (1921–2003), Violinist und Dirigent
- Péter Hannich (* 1957), Fußball-Nationalspieler
- Ibolya Verebics (* 1962), Sopranistin
- Zsuzsa Nyári (* 1961), Handballspielerin und -trainerin
- Tamás Meszerics (* 1964), Politiker (LMP)
- Judit Földingné Nagy (* 1965), Langstreckenläuferin
- György Korsós (* 1976), Fußballspieler
- Renáta Csay (* 1977), Kanutin
- Balázs Ekker (* 1977), Profitänzer
- Ádám Jávorkai (* 1977), Cellist
- Kristina Adorjan (* 1979), Psychiaterin und Professorin
- Judit Varga (* 1979), Komponistin und Pianistin
- Gergő Iváncsik (* 1981), Handballspieler
- Katalin Kulcsár (* 1984), Fußballschiedsrichterin
- Bernadett Temes (* 1986), Handballspielerin
- Zsófia Rácz (* 1988), Fußballspielerin
- Kincső Takács (* 1993), Kanutin
- Miklós Rosta (* 1999), Handballspieler
- Maté Fazekas (* 2000), Basketballspieler
- Bence Krakovszki (* 2002), Handballspieler
- Zsolt Krakovszki (* 2002), Handballspieler

## Klimatabelle
|                       | Jan  | Feb  | Mär  | Apr  | Mai  | Jun  | Jul  | Aug  | Sep  | Okt  | Nov | Dez  |   |      |
| Mittl. Tagesmax. (°C) | 1,9  | 4,6  | 10,2 | 16,0 | 21,1 | 24,0 | 26,2 | 25,6 | 21,6 | 15,9 | 8,3 | 3,3  | ⌀ | 14,9 |
| Mittl. Tagesmin. (°C) | −4,0 | −2,0 | 1,4  | 5,5  | 9,9  | 13,1 | 14,4 | 14,1 | 10,8 | 5,9  | 1,9 | −1,9 | ⌀ | 5,8  |
|                       |      |      |      |      |      |      |      |      |      |      |     |      |   |      |
| Niederschlag (mm)     | 32   | 33   | 28   | 38   | 55   | 64   | 53   | 65   | 38   | 35   | 53  | 38   | Σ | 532  |
|                       |      |      |      |      |      |      |      |      |      |      |     |      |   |      |
| Sonnenstunden (h/d)   | 1,8  | 3,0  | 4,3  | 6,2  | 7,6  | 8,2  | 8,8  | 7,6  | 6,7  | 4,8  | 2,1 | 1,6  | ⌀ | 5,2  |
|                       |      |      |      |      |      |      |      |      |      |      |     |      |   |      |
| Regentage (d)         | 7    | 6    | 7    | 7    | 8    | 9    | 7    | 7    | 6    | 5    | 8   | 7    | Σ | 84   |
|                       |      |      |      |      |      |      |      |      |      |      |     |      |   |      |
| Luftfeuchtigkeit (%)  | 83   | 80   | 73   | 68   | 69   | 70   | 68   | 71   | 76   | 78   | 83  | 84   | ⌀ | 75,2 |

| −4,0 |

| −2,0 |

| 1,4 |

| 5,5 |

| 9,9 |

| 13,1 |

| 14,4 |

| 14,1 |

| 10,8 |

| 5,9 |

| 1,9 |

| −1,9 |

| −4,0 |

| −2,0 |

| 1,4 |

| 5,5 |

| 9,9 |

| 13,1 |

| 14,4 |

| 14,1 |

| 10,8 |

| 5,9 |

| 1,9 |

| −1,9 |